# Ernest Doudart de Lagrée
Ernest Doudart de Lagrée (31 maart 1823 — 12 maart 1868) was een Frans zeeman,  diplomaat en ontdekkingsreiziger in Indochina. Van 1866 tot zijn dood leidde hij een belangwekkende expeditie langs de Mekong.

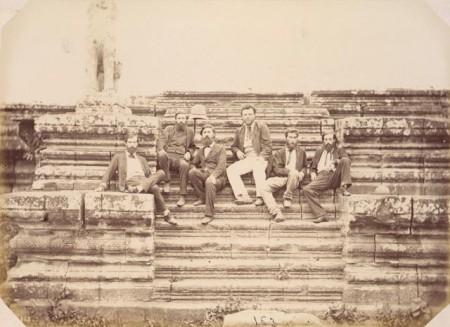
Doudart de Lagrée, uiterst links, tijdens de Mekongexpeditie, te Angkor Wat

## Leven
Ernest Doudart de Lagrée werd geboren in Saint-Vincent-de-Mercuze en liep school bij de jezuïeten in Chambéry en aan het Lycée Charlemagne in Parijs. In 1842 trok hij naar de École royale polytechnique waar hij op 1 oktober 1845 als eersteklas marinestudent afstudeerde. Hij werd in 1847 vaandrig in de Franse marine en op 8 maart 1854 luitenant-ter-zee. Doudart de Lagrée onderscheidde zich bij de belegering van Sebastopol tijdens de Krimoorlog en werd in het Legioen van Eer opgenomen.
Rond 1862 vroeg Doudart de Lagrée vanwege zijn zwakke gezondheid een overplaatsing naar Frans-Cochinchina. De onderhandelingen met koning Norodom over een Frans protectoraat verliepen er stroef en hij bracht ze tot een goed einde. Op 5 juni 1866 leidde Doudart de Lagrée een expeditie langs de Mekong waarbij onder meer Angkor Wat werd aangedaan. Door zijn zwakke gezondheid diende hij in Yunnan achter te blijven waar hij op 12 maart 1868 aan een abces op de lever stierf. Francis Garnier, de tweede in rang, zou de expeditie afwerken.

## Erkenning
- Doudart de Lagrée was entomoloog. Zijn insectencollectie werd ondergebracht in het Muséum national d'histoire naturelle te Parijs.[2]
- De Franse marine vernoemde drie schepen naar hem waaronder de Doudart de Lagrée (F 728).[5]
- In Saint-Vincent-de-Mercuze staat een herdenkingsmonument.[6]
- Er werden enkele postzegels uitgebracht met zijn beeltenis.[7]
- Doudart de Lagrée werd opgenomen in het Legioen van Eer, de Koninklijke Orde van Cambodja en ontving de Britse Crimea Medal.